# Eredivisie 1984-85
La Eredivisie 1984-85 fue la 29.ª edición de la Eredivisie. El campeón fue el Ajax, conquistando su 14.ª Eredivisie y el 22.° título de campeón de los Países Bajos.

## Tabla de posiciones
| Pos | Equipo           | PJ | PG | PE | PP | GF | GC | Pts | DG  | Notas                         |
| --- | ---------------- | -- | -- | -- | -- | -- | -- | --- | --- | ----------------------------- |
| 1   | AFC Ajax         | 34 | 24 | 6  | 4  | 93 | 46 | 54  | +47 | Copa de Europa.               |
| 2   | PSV Eindhoven    | 34 | 17 | 14 | 3  | 84 | 33 | 48  | +51 | Copa de la UEFA.              |
| 3   | Feyenoord        | 34 | 21 | 6  | 7  | 87 | 51 | 48  | +36 | Copa de la UEFA.              |
| 4   | Sparta Rotterdam | 34 | 17 | 8  | 9  | 62 | 52 | 42  | +10 | Copa de la UEFA.              |
| 5   | FC Groningen     | 34 | 15 | 11 | 8  | 57 | 43 | 41  | +14 |                               |
| 6   | FC Den Bosch     | 34 | 10 | 16 | 8  | 45 | 32 | 36  | +13 |                               |
| 7   | Fortuna Sittard  | 34 | 14 | 6  | 14 | 49 | 48 | 34  | +1  |                               |
| 8   | FC Twente        | 34 | 12 | 10 | 12 | 60 | 64 | 34  | -4  |                               |
| 9   | HFC Haarlem      | 34 | 12 | 9  | 13 | 51 | 57 | 33  | -6  |                               |
| 10  | FC Utrecht       | 34 | 13 | 6  | 15 | 47 | 42 | 32  | +5  | Recopa de Europa.             |
| 11  | Roda JC          | 34 | 11 | 10 | 13 | 51 | 59 | 32  | -8  |                               |
| 12  | SBV Excelsior    | 34 | 9  | 12 | 13 | 47 | 51 | 30  | -4  |                               |
| 13  | AZ '67           | 34 | 8  | 14 | 12 | 59 | 70 | 30  | -11 |                               |
| 14  | MVV Maastricht   | 34 | 10 | 9  | 15 | 39 | 55 | 29  | -16 |                               |
| 15  | Go Ahead Eagles  | 34 | 11 | 6  | 17 | 46 | 59 | 28  | -13 |                               |
| 16  | FC Volendam      | 34 | 9  | 7  | 18 | 37 | 67 | 25  | -30 | Descenso a la Eerste Divisie. |
| 17  | NAC              | 34 | 7  | 5  | 22 | 35 | 68 | 19  | -33 | Descenso a la Eerste Divisie. |
| 18  | PEC Zwolle       | 34 | 4  | 9  | 21 | 34 | 86 | 17  | -52 | Descenso a la Eerste Divisie. |

PJ = Partidos jugados; PG = Partidos ganados; PE = Partidos empatados; PP = Partidos perdidos; GF = Goles a favor; GC = Goles en contra; Pts = Puntos; DG = Diferencia de goles